# 트와일라잇의 출연 배우 목록

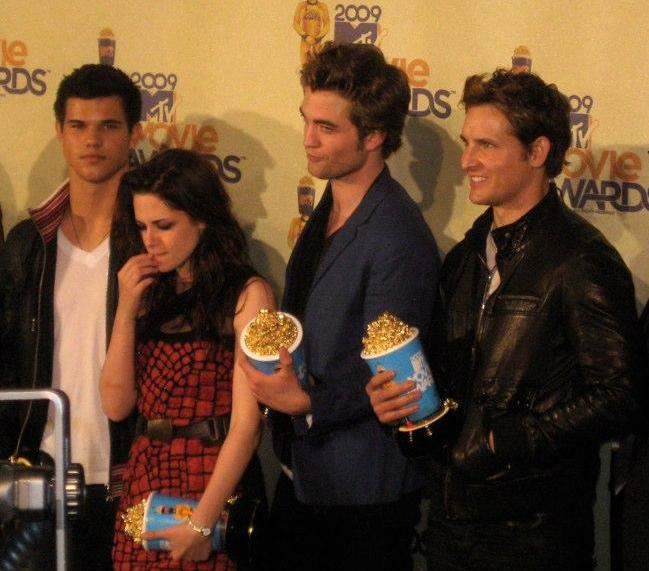
(왼쪽부터) 테일러 로트너, 크리스틴 스튜어트, 로버트 패틴슨, 피터 파시넬리 (2009년 MTV 무비 어워드)

다음은 스테프니 메이어의 연작 소설 트와일라잇을 기반으로 한 트와일라잇 영화 시리즈의 배역 목록이다. 영화의 주인공은 벨라 스완 역을 맡은 크리스틴 스튜어트, 에드워드 컬렌 역을 맡은 로버트 패틴슨, 제이콥 블랙 역을 맡은 테일러 로트너이다.

## 배역
| 등장인물             | 영화                   | 영화                | 영화                   | 영화                                | 영화                                |
| -------------------- | ---------------------- | ------------------- | ---------------------- | ----------------------------------- | ----------------------------------- |
| 등장인물             | 트와일라잇 (2008)      | 뉴문 (2009)         | 이클립스 (2010)        | 브레이킹 던 1부 / 2부 (2011 / 2012) | 브레이킹 던 1부 / 2부 (2011 / 2012) |
| 주요 등장인물        |                        |                     |                        |                                     |                                     |
| 벨라 스완            | 크리스틴 스튜어트      | 크리스틴 스튜어트   | 크리스틴 스튜어트      | 크리스틴 스튜어트                   | 크리스틴 스튜어트                   |
| 에드워드 컬렌        | 로버트 패틴슨          | 로버트 패틴슨       | 로버트 패틴슨          | 로버트 패틴슨                       | 로버트 패틴슨                       |
| 제이콥 블랙          | 테일러 로트너          | 테일러 로트너       | 테일러 로트너          | 테일러 로트너                       | 테일러 로트너                       |
| 칼라일 컬렌          | 피터 파시넬리          | 피터 파시넬리       | 피터 파시넬리          | 피터 파시넬리                       | 피터 파시넬리                       |
| 에스미 컬렌          | 엘리자베스 리저        | 엘리자베스 리저     | 엘리자베스 리저        | 엘리자베스 리저                     | 엘리자베스 리저                     |
| 앨리스 컬렌          | 애슐리 그린            | 애슐리 그린         | 애슐리 그린            | 애슐리 그린                         | 애슐리 그린                         |
| 에밋 컬렌            | 켈란 루츠              | 켈란 루츠           | 켈란 루츠              | 켈란 루츠                           | 켈란 루츠                           |
| 로잘리 헤일          | 니키 리드              | 니키 리드           | 니키 리드              | 니키 리드                           | 니키 리드                           |
| 재스퍼 헤일          | 잭슨 라스본            | 잭슨 라스본         | 잭슨 라스본            | 잭슨 라스본                         | 잭슨 라스본                         |
| 르네즈미 컬렌        |                        |                     |                        | 매켄지 포이                         | 매켄지 포이                         |
| 아마존 뱀파이어      |                        |                     |                        |                                     |                                     |
| 세나                 |                        |                     |                        |                                     | 트레이시 헤긴스                     |
| 자프리나             |                        |                     |                        |                                     | 주디 셰코니                         |
| 디날리 뱀파이어      |                        |                     |                        |                                     |                                     |
| 엘리자               |                        |                     |                        | 크리스천 카마고                     | 크리스천 카마고                     |
| 카르멘               |                        |                     |                        | 미아 마에스트로                     | 미아 마에스트로                     |
| 아이리나             |                        |                     |                        | 매기 그레이스                       | 매기 그레이스                       |
| 로렌트               | 에디 가테지            | 에디 가테지         |                        |                                     |                                     |
| 케이트               |                        |                     |                        | 케이시 라보                         | 케이시 라보                         |
| 사샤                 |                        |                     |                        |                                     | 안드레아 포웰                       |
| 타냐                 |                        |                     |                        | 미안나 버링                         | 미안나 버링                         |
| 이집트 뱀파이어      |                        |                     |                        |                                     |                                     |
| 아문                 |                        |                     |                        |                                     | 오마 멧월리                         |
| 케비                 |                        |                     |                        |                                     | 안드레아 가브리엘                   |
| 벤자민               |                        |                     |                        |                                     | 라미 말렉                           |
| 티아                 |                        |                     |                        |                                     | 안젤라 사라피언                     |
| 프랑스 뱀파이어      |                        |                     |                        |                                     |                                     |
| 앙리                 |                        |                     |                        |                                     | 아마두 라이                         |
| 이베트               |                        |                     |                        |                                     | 자넬리 플로리치                     |
| 아일랜드 뱀파이어    |                        |                     |                        |                                     |                                     |
| 매기                 |                        |                     |                        |                                     | 마레인 반스                         |
| 쇼반                 |                        |                     |                        |                                     | 리사 하워드                         |
| 리암                 |                        |                     |                        |                                     | 패트릭 브레넌                       |
| 루마니아 뱀파이어    |                        |                     |                        |                                     |                                     |
| 스테판               |                        |                     |                        |                                     | 구리 웨인버그                       |
| 블라디미르           |                        |                     |                        |                                     | 노엘 휘셔                           |
| 볼투리 가            |                        |                     |                        |                                     |                                     |
| 아로                 |                        | 마이클 쉰           |                        | 마이클 쉰                           | 마이클 쉰                           |
| 카이우스             |                        | 제이미 캠벨 바우어  |                        | 제이미 캠벨 바우어                  | 제이미 캠벨 바우어                  |
| 마르쿠스             |                        | 크리스토퍼 헤이어달 |                        | 크리스토퍼 헤이어달                 | 크리스토퍼 헤이어달                 |
| 알렉                 |                        | 캐머런 브라이트     | 캐머런 브라이트        |                                     | 캐머런 브라이트                     |
| 드미트리             |                        | 찰리 뷰리           | 찰리 뷰리              | 찰리 뷰리                           | 찰리 뷰리                           |
| 필릭스               |                        | 다니엘 커드모어     | 다니엘 커드모어        | 다니엘 커드모어                     | 다니엘 커드모어                     |
| 하이디               |                        | 누트 시어           |                        |                                     | 누트 시어[?]                        |
| 제인                 |                        | 다코타 패닝         | 다코타 패닝            |                                     | 다코타 패닝                         |
| 산티아고             |                        |                     |                        |                                     | 라티프 크라우더 도스 산토스         |
| 미국 떠돌이 뱀파이어 |                        |                     |                        |                                     |                                     |
| 개렛                 |                        |                     |                        |                                     | 리 페이스                           |
| 제임스               | 캠 지갠뎃              |                     |                        |                                     |                                     |
| 빅토리아             | 레이첼 르페브르        | 레이첼 르페브르     | 브라이스 달라스 하워드 |                                     |                                     |
| 메리                 |                        |                     |                        |                                     | 토니 트럭스                         |
| 피터                 |                        |                     |                        |                                     | 에릭 오덤                           |
| 샬롯                 |                        |                     |                        |                                     | 발로리 커리                         |
| 랜들                 |                        |                     |                        |                                     | 빌 탠그레디                         |
| 유럽 떠돌이 뱀파이어 |                        |                     |                        |                                     |                                     |
| 알리스테어           |                        |                     |                        |                                     | 조 앤더슨                           |
| 그 외 뱀파이어       |                        |                     |                        |                                     |                                     |
| 브리 태너            |                        |                     | 조델 퍼랜드            |                                     |                                     |
| 우일렌               |                        |                     |                        |                                     | 마리사 킨타니야                     |
| 루시                 |                        |                     | 커스테인 프라우트      |                                     |                                     |
| 마리아               |                        |                     | 카타리나 산디노 모레노 |                                     |                                     |
| 네티                 |                        |                     | 레아 깁슨              |                                     |                                     |
| 라일리               |                        |                     | 자비에르 사무엘        |                                     |                                     |
| 하프 뱀파이어        |                        |                     |                        |                                     |                                     |
| 나후엘               |                        |                     |                        |                                     | J. D. 파르도                        |
| 늑대인간             |                        |                     |                        |                                     |                                     |
| 샘 울리              | 솔로몬 트림블          | 체스크 스펜서       | 체스크 스펜서          | 체스크 스펜서                       | 체스크 스펜서                       |
| 퀼 아테아라          |                        | 타이슨 하우스먼     | 타이슨 하우스먼        | 타이슨 하우스먼                     | 타이슨 하우스먼                     |
| 엠브리 콜            | 크리스 히야트          | 기오와 고든         | 기오와 고든            | 기오와 고든                         | 기오와 고든                         |
| 폴 라호트            |                        | 알렉스 메라즈       | 알렉스 메라즈          | 알렉스 메라즈                       | 알렉스 메라즈                       |
| 제레드 카메론        |                        | 브론슨 페레티어     | 브론슨 페레티어        | 브론슨 페레티어                     | 브론슨 페레티어                     |
| 레아 클리어워터      |                        |                     | 줄리아 존스            | 줄리아 존스                         | 줄리아 존스                         |
| 세스 클리어워터      |                        |                     | 부부 스튜어트          | 부부 스튜어트                       | 부부 스튜어트                       |
| 타하 아키            |                        |                     | 바이론 치프 문         |                                     |                                     |
| 인간                 |                        |                     |                        |                                     |                                     |
| 찰리 스완            | 빌리 버크              | 빌리 버크           | 빌리 버크              | 빌리 버크                           | 빌리 버크                           |
| 르네 드와이어        | 세라 클라크            |                     | 세라 클라크            | 세라 클라크                         |                                     |
| 해리 클리어워터      |                        | 그레이엄 그린       |                        |                                     |                                     |
| 빌리 블랙            | 길 버밍험              | 길 버밍험           | 길 버밍험              | 길 버밍험                           |                                     |
| 타일러 크롤리        | 그레고리 타이리 보이스 |                     |                        |                                     |                                     |
| 제시카 스탠리        | 안나 켄드릭            | 안나 켄드릭         | 안나 켄드릭            | 안나 켄드릭                         |                                     |
| 마이크 뉴턴          | 마이클 웰치            | 마이클 웰치         | 마이클 웰치            | 마이클 웰치                         |                                     |
| 안젤라 웨버          | 크리스티안 세라토스    | 크리스티안 세라토스 | 크리스티안 세라토스    | 크리스티안 세라토스                 |                                     |
| 에릭 요키            | 저스틴 전              | 저스틴 전           | 저스틴 전              | 저스틴 전                           |                                     |
| 에밀리 영            |                        | 틴셀 코리           | 틴셀 코리              | 틴셀 코리                           | 틴셀 코리                           |
| 레이첼 블랙          |                        |                     |                        | 타나야 비티                         |                                     |
| 클레어 영            |                        |                     |                        | 시에나 조셉                         |                                     |
| 수 클리어워터        |                        |                     | 알렉스 라이스          | 알렉스 라이스                       |                                     |
| 필 드와이어          | 맷 부쉘                |                     |                        | 타이 올슨                           | 타이 올슨                           |
| 미스터 몰리나        | 호세 수니가            |                     |                        |                                     |                                     |
| 지아나               |                        | 저스틴 웨치스버거   |                        |                                     |                                     |
| 로이스 킹 2세        |                        |                     | 잭 휴스톤              |                                     |                                     |
| 존                   |                        |                     | 벤 겔드레이치          |                                     |                                     |
| 웨이론 포지          | 네드 벨러미            |                     |                        |                                     |                                     |
| 코라                 | 어야너 버크셔          |                     |                        |                                     |                                     |
| 웨이트리스           | 케이티 파워스          |                     |                        |                                     |                                     |
| 미세스 코프          | 트리시 에건            |                     |                        |                                     |                                     |
| 베라                 |                        |                     | 사브리나 프랭크        |                                     |                                     |
| 카우레               |                        |                     |                        | 캐롤리나 버게즈                     |                                     |
| 구스타보             |                        |                     |                        | 바스티오 레모스                     |                                     |
| J. 젱크스            |                        |                     |                        |                                     | 웬델 피어스[?]                      |
| 비앙카               |                        |                     |                        | 알리 포크너                         |                                     |
| 킴                   |                        |                     |                        | 케이틀린 무니 푸                    |                                     |